# 方七娘
方七娘，女。原浙江省處州府麗水縣，為避時亂，隨父方種遷住福建省福寧州（今霞浦縣）北門外，生於明末崇禎年間，白鶴拳創始人，為少林拳師方種之獨生女。自幼兼承家學，練就一身武藝，因婚姻失意，逐到白練寺中禮佛。在寺中因見白鶴舞姿，經數年揣摩衍化，揉和於少林拳法之中，創出似剛非剛ˋ似柔非揉的拳法，謂之鶴法，亦稱白鶴拳。並在寺中廣授生徒，聲名大噪，乃將白練寺號改為教練寺以誌之。福建永春人曾四到寺習武，始收為徒，後結為夫妻，生有二子。清朝康熙年間（一六六二～一七二二年），隨夫曾四回永春，住西門外後廟辜厝，在那裏傳授武藝，於是將白鶴拳傳入永春，故白鶴拳又稱永春白鶴拳，或簡稱永春拳。

## 藝術作品
詠春傳奇